# Карамира, Фродуальд
Фродуальд Карамира (руанда Froduald Karamira; 14 августа 1947 года — 24 апреля 1998 года, Кигали) — руандийский политик, осуждённый за преступления, связанные с организацией и осуществлением геноцида в Руанде в 1994 году, а также распространение ненавистнических высказываний по признаку этнической принадлежности. Был приговорён к смертной казни руандийским судом и стал одним из последних 24 человек, казнённых в Руанде.

## Биография

### Ранние годы
Родился в селении Мушубати (Руанда-Урунди; ныне в секторе Муханга одноимённого района Южной провинции Руанды) в семье тутси. В сознательном возрасте стал частью хуту, благодаря руандийским традициям, допускавшим переход и одной общности в другую.

### Политическая карьера
В период геноцида был вице-президентом и одним из лидеров экстремистского крыла партии MDR.
23 октября 1993 года в ходе публичного выступления впервые использовал термин «Власть хуту», который затем стал обозначением экстремистов хуту и их доктрины, одним из главных идеологов которой и стал Карамира. Кроме того, он призвал хуту «восстать», «принять необходимые меры» и «искать в себе врага, который среди нас». Согласно обвинительному заключению, он лично нёс ответственность за убийства сотен тутси, включая 13 членов его собственной семьи. Также было сказано, что он сыграл ключевую роль в создании и обеспечении оружием ополчения «Интерахамве».
После падения власти экстремистов хуту в июле 1994 года бежал из страны и был объявлен в международный розыск. В июне 1996 года был арестован индийской полицией в Мумбаи и экстрадирован в Руанду, где предстал перед судом, приговорившим его 14 февраля 1997 года к смертной казни. Прошение о помиловании, поданное им, было отклонено 12 сентября 1997 года. 24 апреля 1998 года Фродуальд Карамира был расстрелян.